# Irina Wladimirowna Kirillowa
Irina Wladimirowna Kirillowa (russisch Ирина Владимировна Кириллова, ehemals Irina Parchomtschuk (Ирина Пархомчук); * 15. Mai 1965 in Tula) ist eine russische Volleyballspielerin.

## Leben
Irina Kirillowa gilt als die überragende Zuspielerin der 1980er und 1990er Jahre. Sie wurde bekannt für ihre Finten und die damals unüblichen Hinterfeldangriffe mit Irina Smirnowa sowie ihren unberechenbaren, schnellen Stil.
Kirillowa gewann 1988 die Goldmedaille bei den Olympischen Spielen in Seoul sowie Gold bei den Weltmeisterschaften 1990 in Peking, wobei sie zur wertvollsten Spielerin gewählt wurde. Ferner gewann sie Gold bei den Europameisterschaften 1985 in den Niederlanden.
Mitte der 1990er Jahre wechselte sie in die kroatische Nationalmannschaft, bei den Weltmeisterschaften erreichte das kroatische Team den vierten Platz.
In der italienischen Liga gewann Kirillowa zwischen 1996 und 2003 alle nationalen Titel. Seitdem war sie Co-Trainerin und Dolmetscherin des italienischen Trainers der russischen Nationalmannschaft.
2009 wurde sie mit dem VK Dynamo Moskau russische Meisterin und zweite in der Volleyball Champions League. Dabei wurde sie aufgrund ihrer beeindruckenden Leistung mit 44 Jahren zur besten Zuspielerin der Liga gewählt.
2009/10 spielte Irina Kirillowa in Italien bei Asystel Novara.